# 重信慎之介
重信 慎之介（しげのぶ しんのすけ、1993年4月17日 - ）は、千葉県佐倉市出身のプロ野球選手（外野手）。右投左打。読売ジャイアンツ所属。

## 経歴

### プロ入り前
小学校3年生で間野台ジャイアンツに入団し軟式野球を始め、中学生時（臼井南中学校）は佐倉リトルシニアに所属。第二回ジャイアンツカップに出場したが、準決勝でオール枚方ボーイズに敗退。学校では生徒会長を務めた。
早稲田実業学校高等部では1年生から三塁手でレギュラーを務めた。2年の夏に第92回全国高等学校野球選手権大会に出場し、2回戦では前年の優勝校である磯村嘉孝擁する中京大中京高校戦で6打数5安打4打点の大活躍を魅せた。続く3回戦の山下幸輝擁する関東一高戦で敗れたがここでも3安打5打点の活躍を見せ、3試合で打率.750（12打数9安打）、10打点の成績を残した。3年の夏は西東京都大会決勝で髙山俊、横尾俊建擁する日大三高に敗れた。同期に安田権守がおり、ともに早稲田大学に進学している。
早稲田大学では1年春からリーグ戦に出場し、2年の春に内野手から外野手へ転向した。3年の秋に打率.404を記録し、外野で初のベストナインに輝く。4年の春は打率.313を記録し、東京六大学野球リーグ優勝に貢献。第64回全日本大学野球選手権大会でも打率.357を記録し、全国制覇に貢献した。4年秋は打率.432を記録し、首位打者を獲得、2度目のベストナインにも選ばれた。東京六大学リーグ通算83試合で打率.333、240打数80安打39盗塁を記録している。野球部には3学年先輩に杉山翔大、2学年先輩に横山貴明、1学年先輩に有原航平、中村奨吾、高梨雄平、同期に茂木栄五郎がいる。

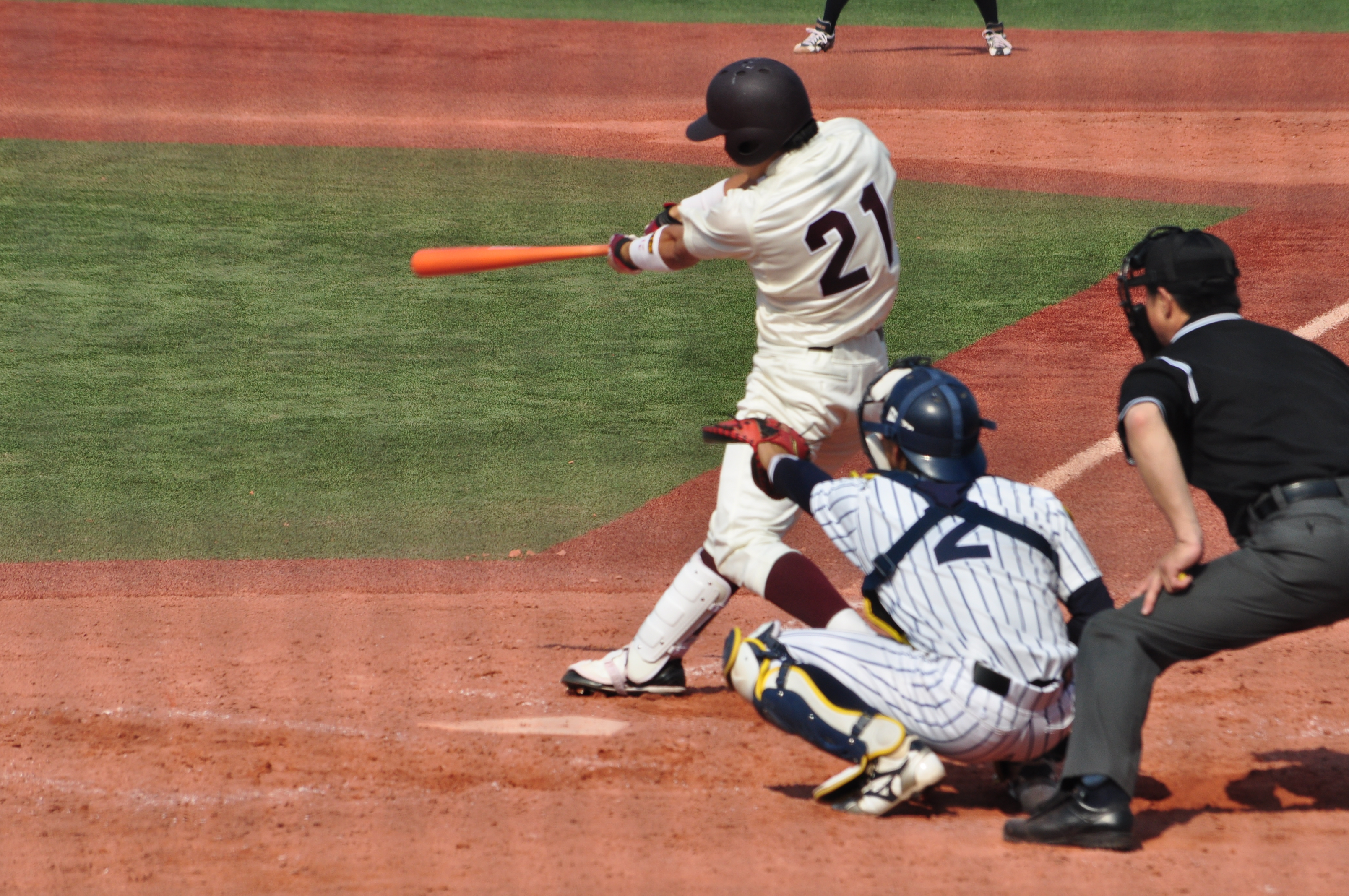
東京六大学野球 立大-早大戦（2014年4月）

2015年10月22日に行われたドラフト会議で読売ジャイアンツから2位指名を受け、11月22日に契約金7500万円、年俸1200万円で入団に合意した（金額は推定）。背番号は43となった。

### 巨人時代
2016年、オープン戦で6試合連続安打や好走塁で首脳陣へのアピールに成功し、開幕を一軍で迎える。5月20日の中日ドラゴンズ戦（ナゴヤドーム）でプロ初先発も4打数無安打に終わる。その後も結果を残すことができず、1年目は25試合に出場し打率.190、2打点、5盗塁を記録した。オフに、200万円増の推定年俸1400万円で契約を更改した。
2017年、8月6日の中日戦（東京ドーム）の9回裏、一死一・二塁でケーシー・マギーの代走として一塁走者に起用された。この後、坂本勇人が岩瀬仁紀から放ったセンターへの大飛球を大島洋平が好捕した（この時点で二死）際、二塁を越えたところにいた重信は一塁にリタッチした際に二塁を空過した。これに気付いた中日サイドは次打者阿部慎之助への投球前に岩瀬が二塁へ送球し、アピールプレイ成立・三死となり試合終了。中日に8カードぶりの勝ち越しを献上するとともに岩瀬は通算セーブ記録を404に伸ばし、さらに岩瀬のプロ野球史上通算最多登板記録を更新する950試合目への登板を珍プレーで終了となる結果となった。この年は前年まで代走の切り札だった鈴木尚広が引退したことを受け出場機会が増加し、前年を大幅に上回る74試合出場、またチーム内でも坂本に次いで2位の10盗塁と2桁盗塁を記録した。オフに、1000万円増の推定年俸2400万円で契約を更改した。
2018年は前年よりも体重を6kg増量して春季キャンプに臨み、臨時コーチを務めた松井秀喜から、目立った選手として岡本和真とともに名前を挙げられた。8月以降は負傷離脱した坂本の代わりに、1番打者としての起用が続き、9月2日の対中日戦（ナゴヤドーム）で、松坂大輔から右越えにプロ初本塁打を放った。出場試合数は前年を下回ったものの先発出場を増やし、打率.281、47安打、2本塁打、13打点とキャリアハイの成績を残したが、盗塁は6個と前年を下回った。オフに、100万円増の推定年俸2500万円で契約を更改した。
2019年は丸佳浩の加入もあり先発出場の機会は亀井善行が休養で先発から外れる時などに限られたが、自己最多の106試合に出場し打率.266、2本塁打、16打点、14盗塁を記録。また7月23日の東京ヤクルトスワローズ戦（京セラドーム大阪）では自身初のサヨナラ打を放つなど、限られた場面でも活躍してみせた。オフに、1000万円増の推定年俸3500万円で契約を更改した。
2020年は開幕を一軍で迎え、6月26日の対ヤクルト戦では、9回表に代打逆転2点本塁打を放つなど活躍した。しかし前年に比べ出場機会が減少し、60試合の出場にとどまり、打率.256、1本塁打、6打点、5盗塁と成績を落とした。オフに、プロ入り初の減額となる700万円減の推定年俸2800万円で契約を更改した。
2021年は一軍で73試合に出場し、打率.218、2本塁打、6打点、6盗塁を記録。12月9日、100万円減となる推定年俸2700万円で契約を更改した。
2022年は開幕一軍入りを逃し、二軍戦で死球を受けた影響で一軍昇格は6月となった。最終的には77試合に出場し、打率.216、0本塁打、9打点、7盗塁を記録。11月26日、500万円増となる推定年俸3200万円で契約を更改した。
2023年は現役ドラフトで獲得したオコエ瑠偉、広島から復帰した長野久義の加入や、更には、ドラフト会議で即戦力外野手として萩尾匡也を獲得したことなどから、春季キャンプを二軍で迎えた。2月16日に、宮崎県で強化合宿を行うWBC日本代表に、松原聖弥・西川愛也と共にサポートメンバーとして帯同することが正式発表された。その後、サポート期間終了後に松原とともに一軍に昇格。そのままオープン戦終了まで一軍帯同を続け、開幕一軍入りを果たすと、代走、守備要員として6試合に出場し外野全てのポジションの守備についた一方で、打席に立ったのは丸が足に違和感を訴え途中交代した4月19日の対横浜DeNAベイスターズ戦（佐賀）の2打席のみであり、両打席とも空振り三振に終わっている。打席に立つ機会を得るため、イースタン・リーグの試合出場や、神宮でのナイターゲームの際はジャイアンツ球場で打撃練習を行うなどしていたが、4月22日の午前中にナイターゲーム前にジャイアンツ球場での二軍シート打撃で頭部死球を受け、松原と入れ替わる形で登録抹消された。シーズン終盤は代走の切り札として出場し、10盗塁を記録した。11月28日、100万円増となる推定年俸3300万円で契約を更改した。
2024年は若手の岡田悠希や萩尾匡也、更には、ドラフト会議で即戦力外野手として獲得した佐々木俊輔らが春季キャンプ一軍メンバーに抜擢されたため、梶谷隆幸やオコエ瑠偉とともに春季キャンプを二軍で迎えた。3月12日に、翌13日から梶谷とともに一軍へ参加することが発表された。その後は開幕一軍入りを果たすと、代走、守備要員として3試合に出場した一方で、打席数は0であった。4月7日の対横浜DeNAベイスターズ戦（東京ドーム）の初回に丸佳浩が右太腿の張りを訴えて途中交代し、遠征に帯同しなかったことから、9日の対ヤクルト戦に「1番・左翼手」でシーズン初先発出場を果たすと、5回には決勝点につながるヒットと盗塁を決めた。5月1日には、国内FA権を取得した。その後は一軍帯同を続けるも、31試合で打率7分7厘、6盗塁と結果を残せず、浅野翔吾の台頭もあり、オールスター翌日の7月25日に出場選手登録を抹消された。その後は二軍で調整を続けるも、8月11日には盗塁を決めた際に相手選手と接触し負傷交代するなど自身の故障もあり、シーズン終盤まで一軍昇格することはなかった。広島との敵地での首位攻防3連戦初戦の9月10日に一軍昇格を果たしたが、3連戦終了後の9月13日に右大腿二頭筋筋損傷により立岡宗一郎と入れ替わる形で抹消された。シーズン終了後もリハビリを続け、10月19日のフェニックスリーグ・対斗山戦で実戦復帰を果たし、日本シリーズメンバー入りを目指して調整を続けるも、チームがCSファイナルステージで敗退したことを受け、そのままシーズンが終了した。シーズン終了後の11月13日には球団を通して国内FA権を行使せず残留することを発表、26日に300万円減の推定年俸3000万円で契約を更改した。

## 選手としての特徴
50m5.7秒の俊足を武器とする。盗塁の際にはヘッドスライディングを行い、負傷防止のために鍋つかみのような走塁ガード手袋（2018年5月よりNPBでの着用が認可された）を左手に着用する。

## 詳細情報

### 年度別打撃成績
| 年 度    | 球 団    | 試 合 | 打 席 | 打 数 | 得 点 | 安 打 | 二 塁 打 | 三 塁 打 | 本 塁 打 | 塁 打 | 打 点 | 盗 塁 | 盗 塁 死 | 犠 打 | 犠 飛 | 四 球 | 敬 遠 | 死 球 | 三 振 | 併 殺 打 | 打 率 | 出 塁 率 | 長 打 率 | O P S |
| -------- | -------- | ----- | ----- | ----- | ----- | ----- | -------- | -------- | -------- | ----- | ----- | ----- | -------- | ----- | ----- | ----- | ----- | ----- | ----- | -------- | ----- | -------- | -------- | ----- |
| 2016     | 巨人     | 25    | 87    | 79    | 10    | 15    | 1        | 3        | 0        | 22    | 2     | 5     | 1        | 1     | 0     | 7     | 0     | 0     | 20    | 0        | .190  | .256     | .278     | .534  |
| 2017     | 巨人     | 74    | 77    | 70    | 18    | 11    | 4        | 0        | 0        | 15    | 2     | 10    | 4        | 1     | 0     | 6     | 0     | 0     | 21    | 0        | .157  | .224     | .214     | .438  |
| 2018     | 巨人     | 60    | 185   | 167   | 24    | 47    | 7        | 5        | 2        | 70    | 13    | 6     | 4        | 6     | 1     | 11    | 0     | 0     | 38    | 1        | .281  | .324     | .419     | .743  |
| 2019     | 巨人     | 106   | 174   | 158   | 25    | 42    | 7        | 2        | 2        | 59    | 16    | 14    | 3        | 2     | 3     | 11    | 1     | 0     | 43    | 1        | .266  | .308     | .373     | .682  |
| 2020     | 巨人     | 60    | 96    | 90    | 17    | 23    | 5        | 1        | 1        | 33    | 6     | 5     | 1        | 0     | 0     | 6     | 0     | 0     | 33    | 1        | .256  | .302     | .367     | .669  |
| 2021     | 巨人     | 73    | 86    | 78    | 11    | 17    | 2        | 0        | 2        | 25    | 6     | 6     | 2        | 1     | 0     | 7     | 0     | 0     | 26    | 0        | .218  | .282     | .321     | .603  |
| 2022     | 巨人     | 77    | 128   | 111   | 16    | 24    | 3        | 0        | 0        | 27    | 9     | 7     | 3        | 8     | 0     | 8     | 0     | 1     | 28    | 0        | .216  | .275     | .243     | .518  |
| 2023     | 巨人     | 67    | 57    | 51    | 16    | 8     | 0        | 0        | 0        | 8     | 1     | 10    | 4        | 1     | 0     | 5     | 0     | 0     | 16    | 1        | .157  | .232     | .157     | .389  |
| 2024     | 巨人     | 33    | 18    | 15    | 6     | 1     | 0        | 0        | 0        | 1     | 0     | 6     | 1        | 0     | 0     | 3     | 0     | 0     | 6     | 0        | .067  | .222     | .067     | .289  |
| NPB：9年 | NPB：9年 | 575   | 908   | 819   | 143   | 188   | 29       | 11       | 7        | 260   | 55    | 69    | 23       | 20    | 4     | 64    | 1     | 1     | 231   | 4        | .230  | .285     | .318     | .602  |

- 2024年度シーズン終了時

### 年度別守備成績
| 年 度 | 球 団 | 外野  | 外野  | 外野  | 外野  | 外野  | 外野     |
| 年 度 | 球 団 | 試 合 | 刺 殺 | 補 殺 | 失 策 | 併 殺 | 守 備 率 |
| ----- | ----- | ----- | ----- | ----- | ----- | ----- | -------- |
| 2016  | 巨人  | 22    | 29    | 0     | 0     | 0     | 1.000    |
| 2017  | 巨人  | 35    | 34    | 0     | 0     | 1     | 1.000    |
| 2018  | 巨人  | 46    | 80    | 2     | 0     | 0     | 1.000    |
| 2019  | 巨人  | 81    | 64    | 2     | 1     | 0     | .985     |
| 2020  | 巨人  | 51    | 38    | 0     | 0     | 0     | 1.000    |
| 2021  | 巨人  | 58    | 36    | 0     | 0     | 0     | 1.000    |
| 2022  | 巨人  | 68    | 70    | 0     | 0     | 0     | 1.000    |
| 2023  | 巨人  | 49    | 30    | 0     | 0     | 0     | 1.000    |
| 2024  | 巨人  | 28    | 13    | 0     | 1     | 0     | .929     |
| 通算  | 通算  | 438   | 394   | 4     | 2     | 1     | .995     |

- 2024年度シーズン終了時

### 記録
初記録
- 初出場：2016年3月26日、対東京ヤクルトスワローズ2回戦（東京ドーム）、7回裏に高木勇人の代打で出場
- 初打席：同上、7回裏に徳山武陽から一ゴロ
- 初先発出場：2016年5月20日、対中日ドラゴンズ7回戦（ナゴヤドーム）、「2番・左翼手」として先発出場
- 初安打・初打点：2016年5月21日、対中日ドラゴンズ8回戦（ナゴヤドーム）、8回表に福敬登から右中間適時三塁打
- 初盗塁：2016年8月30日、対東京ヤクルトスワローズ21回戦（福井県営野球場）、1回裏に二盗（投手：杉浦稔大、捕手：中村悠平）
- 初本塁打：2018年9月6日、対中日ドラゴンズ23回戦（ナゴヤドーム）、2回表に松坂大輔から右越ソロ

### 背番号
- 43（2016年[6] - ）